# Луїджі Амедео
Луїджі Амедео ді Савоя-Аоста (італ. Luigi Amedeo Giuseppe Maria Ferdinando Francesco di Savoia, I duca degli Abruzzi, 29 січня 1873, Мадрид - 18 березня 1933, Джоугар) - італійський адмірал, політик, дослідник та альпініст. Представник Савойської династії, принц, син короля Іспанії Амадея I, племінник короля Італії Умберто I.

## Біографія

### Дитинство та початок кар'єри
Луїджі Амедео народився 29 січня 1873 року в Мадриді, коли його батько Амадей I посідав трон короля Іспанії. Відповідно Луїджі Амедео отримав титул інфанта. Але становище короля  було нестійке. Хрещення Луїджі Амедео 11 лютого було останнім публічним заходом, в якому взяв участь Амадей I. Незабаром він змушений був зректись престолу, і сім'я переїхала до Турину.
У 1876 році, коли Луїджі Амедео мав 3 роки, померла його мати Марія Вітторія.
За сімейною традицією Луїджі Амедео обрав військову кар'єру, і у 1879 році, у віці шести з половиною років, вступив юнгою у військово-морський флот.
У 1884 році він вступив до Військово-морської академії в Ліворно, яку закінчив у 1889 році у званні гардемарина. Після закінчення академії ніс службу на борту крейсера «Амеріго Веспуччі», на борту якого здійснив свою першу навколосвітню подорож. Під час походу познайомився з лейтенантом Умберто Каньї, який став його другом, і з яким було здійснено низку наукових експедицій. Після повернення з походу, що тримав півтора року, Луїджі Амедео отримав звання молодшого лейтенанта.
Після смерті Амадея I у 1890 році король Італії Умберто I присвоїв Луїджі Амедео титул герцога Абруцці (італ. Duca degli Abruzzi).

### Сходження на альпійські вершини
Протягом 1892-1894 років Луїджі Амедео здійснив сходження на низку вершин в Альпах, зокрема на Гран-Парадізо, Дюфур, вершини масивів Монте-Роза та Монблан. У 1894 році Луїджі Амедео разом з Альбертом Маммері здійснив сходження на складну вершину Червіно.
У червні 1893 року Луїджі Амедео був призначений помічником капітана канонерського човна «Вольтурно». Через 2 місяці він отримав звання лейтенанта. У вересні корабель вирушив у Сомалі для придушення заворушень. Під час місячного перебування у Могадішо Луїджі Амедео вперше мав нагоду познайомитись з місцевістю, в яку він зразу закохався і якій згодом присвятив останні роки свого життя.

### Друга навколосвітня подорож
4 листопада 1894 року Луїджі Амедео вирушив у дипломатичну місію на борту броненосця «Крістофоро Коломбо», яка тривала 26 місяців. Під час цього походу він здійснив свою другу навколосвітню подорож. Під час перебування в Британській Колумбії Луїджі Амедео дізнався про Гору Святого Іллі висотою 5489 метри. Під час місячної стоянки в Калькутті здійснив подорож Індією разом зі своїми друзями Умберто Каньї та Філіппо Де Філіппі. Під час подорожі вони досягли підніжжя Гімалаїв, і вперше здалеку побачили гору Канченджанга.

### Експедиція на Аляску
У 1897 році, повернувшись з навколосвітньої подорожі, Луїджі Амедео повернувся до альпінізму, організувавши  експедицію на Аляску. До складу експедиції входили Умберто Каньї, Філіппо Де Філіппі, Вітторіо Селла та Франческо Гонелла. У серпні того ж року ними вперше в історії була підкорена Гора Святого Іллі.
Влітку 1898 року Луїджі Амедео здійснив сходження на дві вершини масиву Гранд-Жорас в Альпах, які він назвав Пік Маргарити і Пік Єлени (на честь своєї тітки Маргарити та невістки Єлени Орлеанської).

### Експедиція до Північного полюса

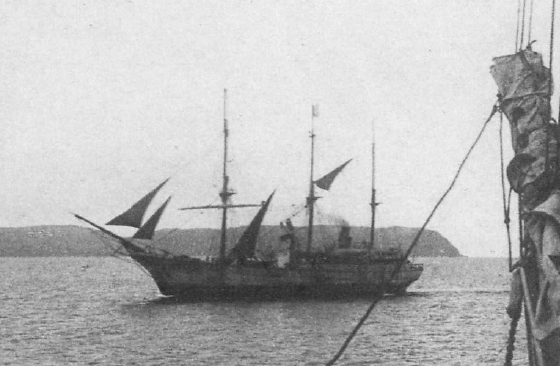
«Стелла Поларе»

У 1899 році Луїджі Амедео організував подорож в Арктику, метою якої було досягнути Північного полюса. 12 червня 1899 року китобійне судно «Стелла Поларе» вирушило з Християнії до острова Рудольфа, що входить до складу Землі Франца-Йосифа. На борту корабля, крім Луїджі Амедео та Умберто Каньї, було 12 італійців та вісім норвежців. У бухті Тепліц учасники експедиції заснували базу для зимівлі. 
Протягом зимівлі «Стелла Поларе» була частково зруйнована льодами, а Луїджі Амедео відморозив два пальці, і їх довелось ампутувати. Оскільки Луїджі Амедео вже не міг очолити похід до полюса, ця задача була доручена Умберто Каньї.
11 березня 1900 року три групи вирушили в похід до полюса. На санках, запряжених собаками, вони везли продукти та необхідні матеріали. Дві перші групи мали забезпечувати підтримку основної групи, проте за декілька днів, втративши трьох чоловік, повернулись у базовий табір. Основна група з 4 чоловік, якою керував Каньї, мала запаси їжі на 3 місяці. 25 квітня експедиція досягла точки з координатами 86°33′49″ пн. ш. 65°0′0″ сх. д. / 86.56361° пн. ш. 65.00000° сх. д., за 381 км від полюса, на 35 км перевершивши досягнення експедиції Нансена. Зрозумівши, що полюсу досягнути не вдасться, експедиція повернула назад. Через 10 днів походу група покинула майже все спорядження, залишивши лише одну палатку, 12 собак та найнеобхідніші речі. Вона повернулась в бухту Тепліц 23 червня, через 12 днів після прогнозованого дня закінчення припасів. За 104 дні експедиція пройшла 1 100 км.

### Третя навколосвітня подорож

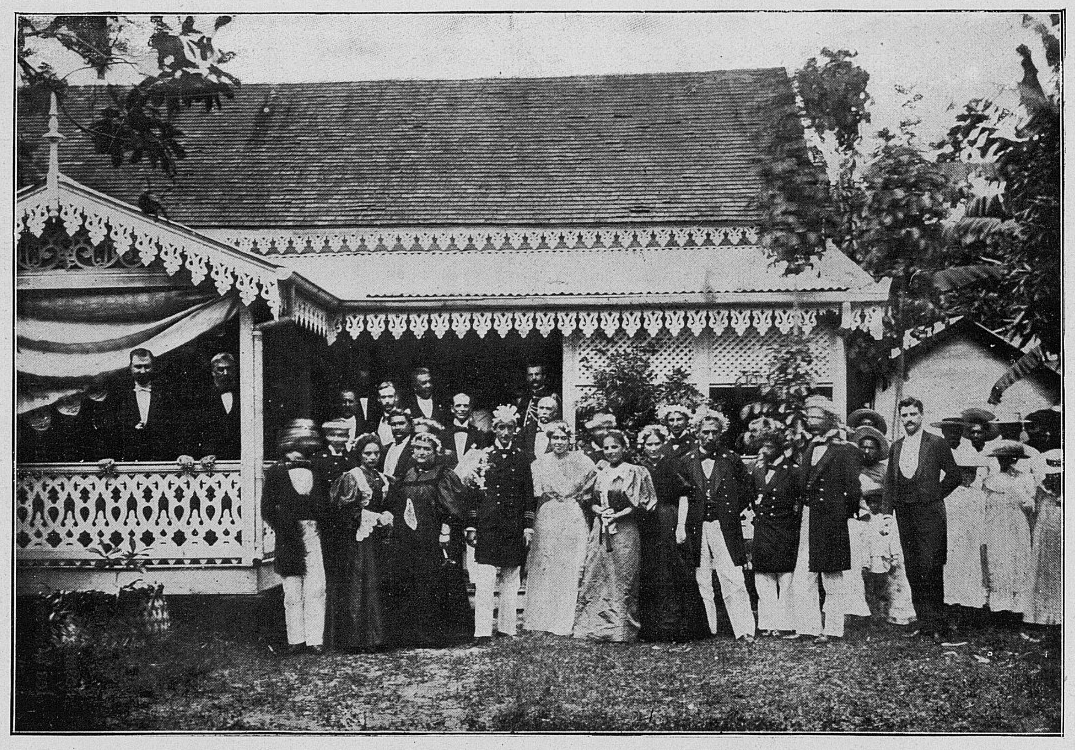
Луїджі Амедео на Таїті, 26 грудня 1905 року

Протягом 1903-1905 років Луїджі Амедео вирушив у дипломатичну та наукову місію  на борту крейсера «Лігурія», здійснивши свою третю навколосвітню подорож.
Залишивши Ла-Спецію 29 серпня 1903 року, корабель перетнув Атлантику і прибув до Нового Орлеана, далі здійснив зупинки в Гавані, Тринідаді та Буенос-Айресі. Перейшовши у Тихий океан, корабель рухався вздовж узбережжя до Сан-Франциско, а потім перетнув океан на південний схід до Гаваїв, Таїті, Нової Зеландії та Австралії. З Австралії корабель повернув на північ, щоб відвідати Китай, а потім знову повернув на південь і зупинився в Бангкоку, Сінгапурі та Яві. Далі корабель перетнув Індійський океан, зупиняючись у Мадрасі та Массауа, після чого повернувся через Суецький канал до Ла-Спеції 18 квітня 1905 року. Корабель зупинявся в 114 портах і шість разів перетнув екватор.

### Експедиція на Рувензорі
У 1906 році, натхненний останніми бажаннями британського мандрівника Генрі Мортона Стенлі, герцог очолив експедицію на хребет Рувензорі (5125 м) в Уганді. Він піднявся на шістнадцять вершин хребта, включаючи шість головних піків. Одна з них, гора «Луїджі ді Савоя», носить його ім'я. Найвища вершина була досягнута 18 червня 1906 року.

### Експедиція в Каракорум

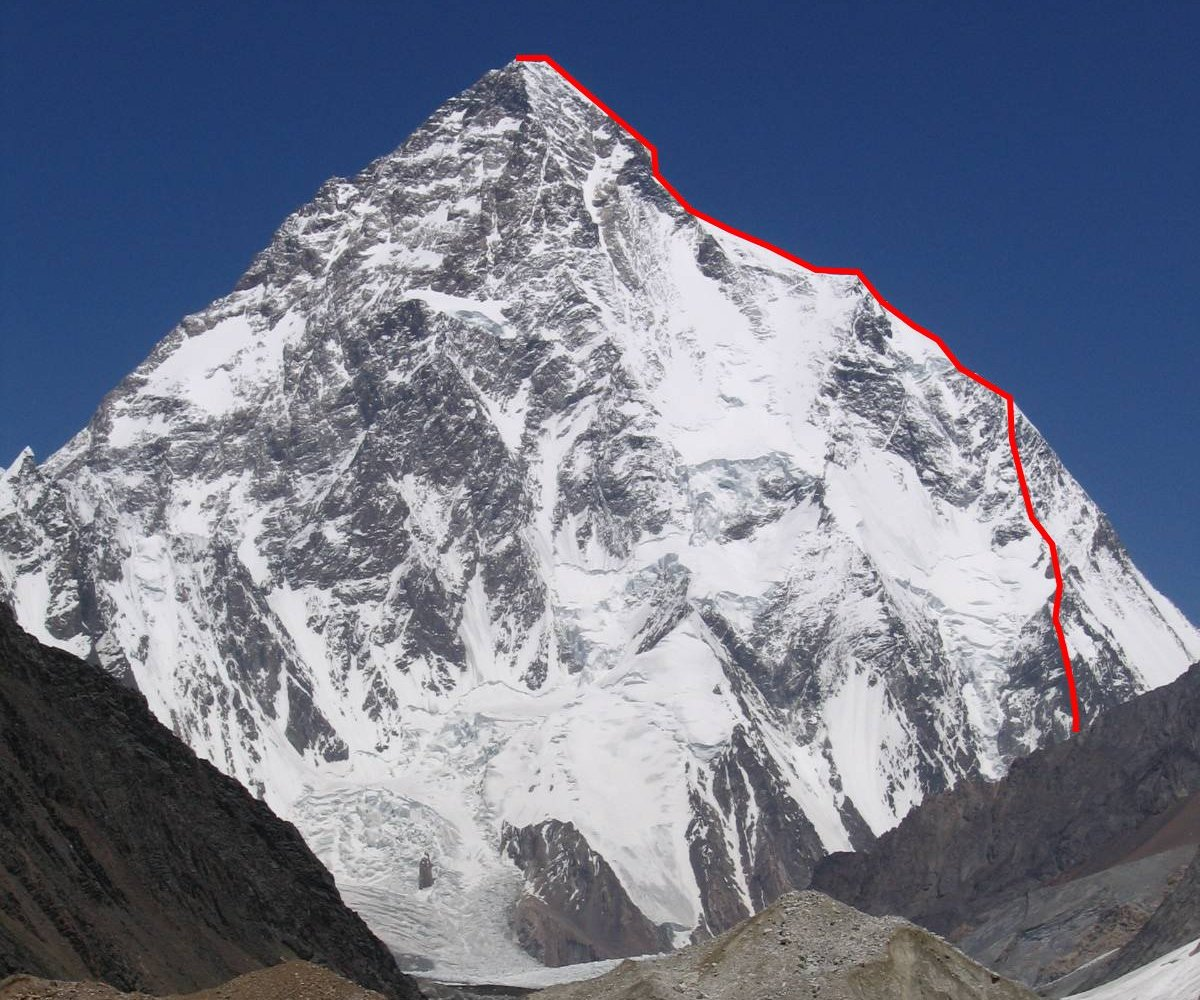
Південна сторона К2 з маршрутом по Південно-Східному Ребру Абруцці

Свою наступну велику експедицію Луїджі Амедео організував у 1909 році в Каракорум. Метою експедиції був підйом на вершину K2. Команда під керівництвом принца Луїджі Амедео досягла висоти 6250 м на хребті. Стандартний маршрут на гору, яким зараз піднімається 75 % альпіністів (раніше відомий як Східний хребет K2), сьогодні називається Південно-Східне Ребро Абруцці.
Під час спроби піднятися на Чоголісу він і його товариші знову не змогли піднятися на вершину, але встановили світовий рекорд висоти, якої було досягнуто (приблизно 7500 м), перш ніж їм довелось розвернутися лише на 150 м нижче вершини через погану погоду.

### Перша світова війна
Під час італійсько-турецької війни Луїджі Амедео був командувачем торпедних сил флоту. Його флагманським кораблем був крейсер «Веттор Пізані». 24 травня 1912 року отримав звання віцеадмірала.
На момент вступу Італії у Першу світову війну 24 травня 1915 року Луїджі Амедео був командувачем оперативних сил флоту з головною базою в Таранто (флагманський корабель - лінкор «Конте ді Кавур»). В командуванні італійського флоту не було одностайності щодо характеру бойових дій. Луїджі Амедео та адмірали Енріко Мілло і Умберто Каньї були прихильниками рішучих дій у відкритому морі. Вони бажали помститись флоту Австро-Угорщини за поразку біля Лісси у 1866 році. Начальник генерального штабу флоту Паоло Таон ді Ревель у свою чергу вважав, що велика морська битва між двома флотами має невелику імовірність через появу міноносців та підводних човнів, широке застосування морських мін та морської авіації. Вже перші сутички з австро-угорським флотом довели правоту Паоло Таона ді Ревеля. Підводними човнами австро-угорського флоту були потоплені крейсери «Джузеппе Гарібальді» та «Амальфі», а у своїх портах внаслідок вибуху боєзапасу загинули лінкори «Бенедетто Брін» і «Леонардо до Вінчі» (на той момент вважалось, що це були диверсії ворога, але після війни з'ясувалось, що це були нещасні випадки). Тим не менше, 1 жовтня 1915 року Паоло Таон ді Ревель був усунутий з посади начальника штабу флоту.
Однією з успішних операцій, яку провів італійський флот під керівництвом Луїджі Амедео, була евакуація сербської армії та цивільного населення на Корфу та в Салоніки після поразки Сербії восени 1915 року.
Проте після низки невдач флоту, зокрема після втрати броненосця «Реджина Маргерита», який підірвався на мінах і затонув 11 грудня 1916 року, а також через тиск британських та французьких союзників, у лютому 1917 року командувачем флоту знову був призначений Паоло Таон ді Ревель. Усунення Луїджі Амедео обґрунтовувалось проблемами зі здоров'ям, набутими під час експедиції до Північного полюса. У 1918 році він отримав звання адмірала, але вже не брав участі в управлінні флотом.

### Післявоєнний період
Після закінчення війни Луїджі Амедео перебрався до Сомалі. Там він взяв участь в грандіозному проекті з меліорації в долині річки Вебі-Шебелле. У 1928 році він здійснив свою останню подорож, відкривши витік цієї ріки.
Помер 18 березня 1933 року в містечку Джоугар. Відповідно до свого останнього бажання, похований на березі річки Вебі-Шебелле.

### Особисте життя
У перші роки двадцятого століття Луїджі Амедео підтримував стосунки з Кетрін Геллі «Кітті» Елкінс, дочкою багатого американського сенатора Стівена Бентона Елкінса, але його двоюрідний брат, король Італії Віктор Еммануїл III, відмовився надати йому дозвіл на одруження з простолюдинкою. Його брат Емануеле Філіберто, з яким Луїджі був дуже близький, переконав його припинити ці стосунки. Пізніше його брат схвалив вибір молодої Антуанетти «Амбер» Бріцці, дочки Квінто Бріцці, одного з найбільших власників виноградників у Північній Італії. Незважаючи на це, Луїджі Амедео ніколи не був офіційно одружений. Однак у пізні роки свого життя він мав стосунки та глибоке романтичне партнерство з Фадумою Алі, молодою сомалійською жінкою, яка залишалася поруч з ним, навіть коли він був на смертному одрі.

## Вшанування
- На честь Луїджі Амедео названий Острів Луїджі в архіпелазі Земля Франца-Йосифа.
- Один з шести піків гори Рувензорі має назву «Луїджі ді Савоя» (4627 м).
- Незабаром після смерті Луїджі Амедео флот Італії назвав його іменем крейсер «Дука дельї Абруцці».
- На честь Луїджі Амедео названо декілька гірських притулків в Альпах, а також Національний гірський музей (італ. Il museo nazionale della montagna Duca degli Abruzzi) в Турині.
- На честь Луїджі Амедео названий вид сцинкоподібних ящірок Leptosiaphos aloysiisabaudiae.

## Наукові праці
- Luigi Amedeo di Savoia-Aosta, Umberto Cagni, Achille Cavalli-Molinelli: La Stella Polare nel mare artico, Hoepli, Milano 1903, доступна онлайн
- Filippo de Filippi: La spedizione di S.A.R. il Principe Luigi Amedeo di Savoia-Aosta Duca degli Abruzzi al Monte Sant'Elia (Alaska) - 1897, Hoepli, Milano, 1900, доступна онлайн

## Нагороди

### Італійські
- Кавалер Вищого ордена Святого Благовіщення
- Командор Савойського військового ордена
- Великий офіцер Савойського військового ордена
- Кавалер Великого хреста Савойського військового ордена
- Кавалер Великого хреста Ордена Корони Італії
- Кавалер Великого хреста Ордена Святих Маврикія та Лазаря
- Кавалер Савойського цивільного ордена
- Кавалер Ордена «За заслуги у праці»
- Хрест «За військові заслуги»
- Пам'ятна медаль італійсько-турецької війни 1911—1912
- Медаль перемоги
- Пам'ятна медаль на честь об'єднання Італії.

### Іноземні
- Кавалер Мальтійського ордена
- Кавалер Ордена Серафимів (Швеція)
- Ланцюг Ордена Карлоса III (Іспанія)

### Наукові
- Премія Бресси (1899)
- Медаль Засновників (1901)
- Медаль Вега (1901)
- Медаль Каллума (1903)